# Ferrière-et-Lafolie
Ferrière-et-Lafolie je francouzská obec v departementu Haute-Marne v regionu Grand Est. V roce 2012 zde žilo 50 obyvatel.

## Poloha obce
Sousední obce jsou: Blécourt, Brachay, Fronville, Joinville a Mathons.

## Vývoj počtu obyvatel
Počet obyvatel